# Sands Hotel
Le Sands Hotel (en forme longue le Sands Hotel and Casino) était un hôtel-casino situé le long du Las Vegas Strip à Paradise, dans le Nevada aux États-Unis, ouvert en 1952 et fermé en 1996. Dessiné par l'architecte Wayne McAllister (en) et doté d'une enseigne imposante de 17 m de hauteur, le Sands est le septième complexe hôtelier à ouvrir le long du boulevard. À son apogée, il accueille de nombreux artistes de son époque dont le Rat Pack et Jerry Lewis.
Le Sands ouvre le 15 décembre 1952 en tant qu'hôtel-casino doté de 200 chambres. Les chambres de l'hôtel étaient réparties dans les quatre ailes du bâtiment sur deux étages, chacune avec cinquante chambres, et nommées d'après des pistes de course célèbres. Plusieurs mafieux tels que Doc Stacher (en) et Meyer Lansky ont acquis des parts de l'hôtel et y ont attiré Frank Sinatra, qui a fait ses débuts sur scène au Sands en octobre 1953. Sinatra a ensuite acheté lui-même une part de l'hôtel. En 1960, le film L'Inconnu de Las Vegas est tourné à l'hôtel et en fait un emblème de la ville. Au-delà de Sinatra, le Sands accueille également Dean Martin, Sammy Davis Jr., Red Skelton et d'autres artistes dans sa Copa Room, une salle de spectacle et discothèque.
En 1966, le Sands inaugure un nouveau bâtiment doté de 500 chambres. En 1967, le Sands devient le premier de nombreux hôtels de Las Vegas à être acheté par Howard Hughes. Ses derniers propriétaires sont Sheldon Adelson, Richard Katzeff, Ted Bernard, Irwin Chafetz et Jordan Shapiro. Après avoir racheté les parts de ses partenaires, Adelson ferme le complexe pour construire un nouvel hôtel. Le Sands est démoli le 26 novembre 1996 et The Venetian est construit à sa place.

## Histoire

### Contexte et premières années
Le LaRue Restaurant est fondé en décembre 1950 par Billy Wilkerson. L'année suivante, Mack Kufferman rachète le restaurant avec l'idée de construire un hôtel-casino. Kufferman échoue à obtenir une licence de casino, puis vend ses parts dans le projet à Jake Freedman. D'après plusieurs sources, des mafieux notoires dont Meyer Lansky et Doc Stacher (en), des bookmakers dont Mike Shapiro,, Edward Levinson (en) et Sid Wyman (en) ainsi que Hyman Abrams (en) et Jack Entratter (en) ont été impliqués dans le financement du Sands et en ont conservé des parts après sa construction. Lansky et son gang étaient notamment les propriétaires du Flamingo Hotel après le meurtre de Bugsy Siegel en 1947. Lansky et le gangster new-yorkais Frank Costello avaient également des parts dans le Thunderbird Hotel (en) et l'El Cortez Club au centre-ville de Las Vegas.

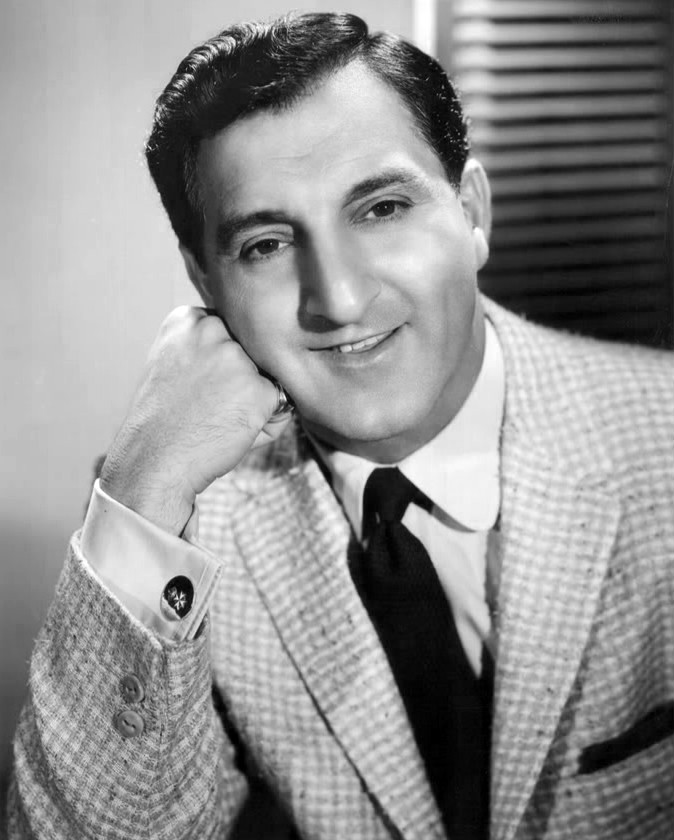
Danny Thomas joue au Sands lors de la soirée d'inauguration.

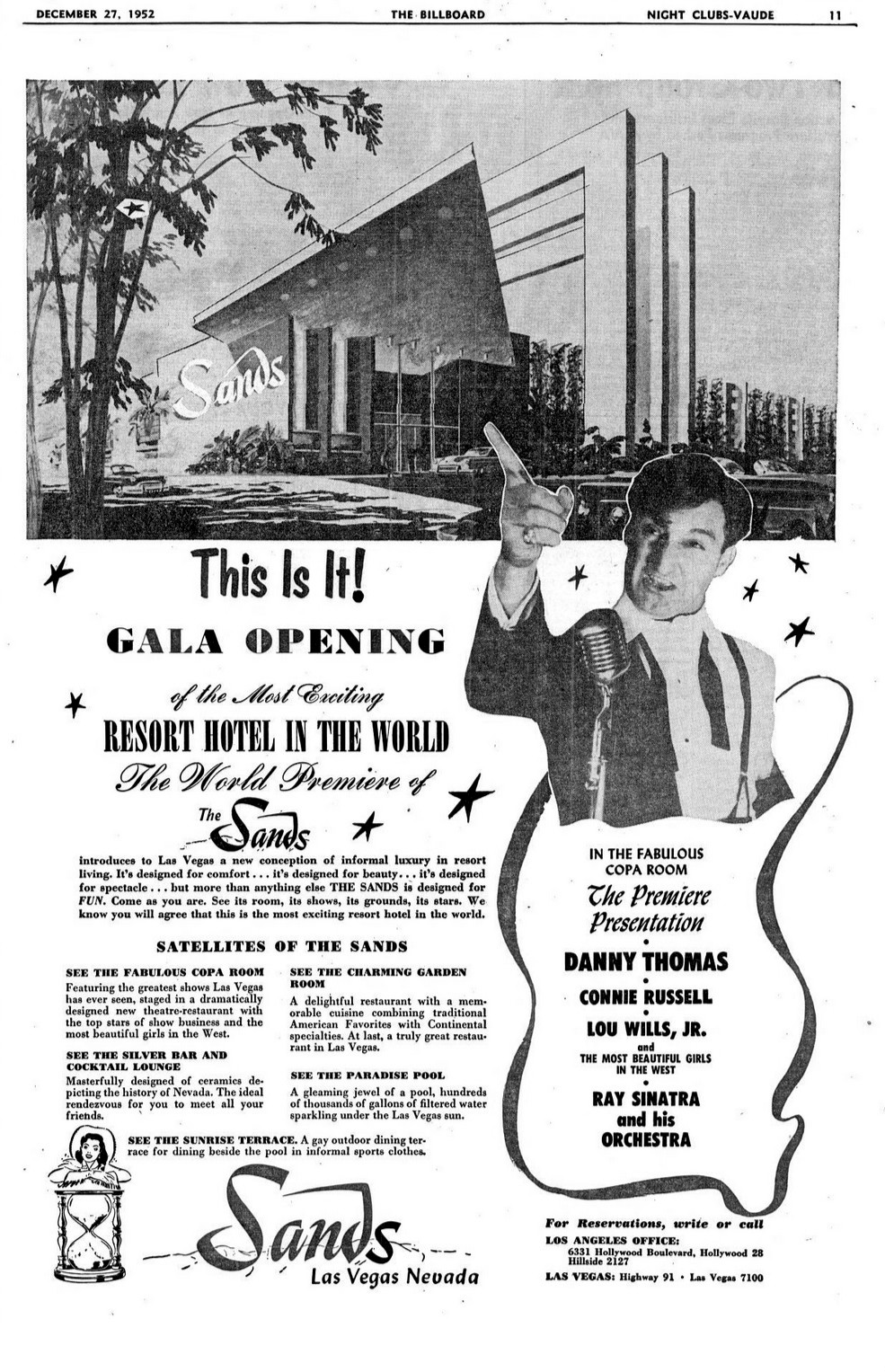
Une publicité pour l'ouverture du Sands publiée dans le Billboard le 27 décembre 1952.

Le chantier du Sands Hotel est lancé au début de l'année 1952 selon les plans de l'architecte Wayne McAllister (en). La Trousdale Construction Company de Los Angeles est chargée des travaux. La Commission des taxes du Nevada rejette d'abord la demande de Freedman d'obtenir une licence de casino en raison de ses liens avérés avec des réseaux criminels. Freedman souhaitait nommer l'hôtel « Holiday Inn » d'après le film du même nom avec Bing Crosby, mais après avoir passé l'entièreté de la durée des travaux avec du sable dans ses chaussures, il décide de le nommer Sands Hotel. Son slogan est « A Place in the Sun », d'après le titre d'un film récemment diffusé avec Montgomery Clift et Elizabeth Taylor. Le Sands est inauguré le 15 décembre 1952 en tant qu'hôtel-casino de 200 chambres, soit trois mois après l'ouverture du Sahara Hotel and Casino. Cette ouverture est largement médiatisée et le complexe est visité par environ 12 000 personnes en quelques heures. 146 journalistes et plusieurs invités spéciaux sont présents lors de l'inauguration dont Arlene Dahl, Fernando Lamas, Esther Williams et Terry Moore. Chaque invité reçoit un sac en peau de chamois avec des dollars en argent, ce qui porte la facture de l'inauguration à 200 000 $ dans les huit premières heures. Danny Thomas, Jimmy McHugh et les Copa Girls, décrites comme « les plus belles filles du monde », animent la soirée d'inauguration. Ray Sinatra (en) et son orchestre sont les premiers musiciens du Sands Hotel. Thomas est embauché pour animer les soirées des deux premières semaines d'ouverture, mais est empêché par des douleurs à la gorge causées par une laryngite. Il est remplacé par Jimmy Durante, Frankie Laine, Jane Powell, les Ritz Brothers et Ray Anthony.
Jack Entratter (en), qui avait été le gérant de la discothèque The Copacabana à New York, devient le manager de l'hôtel. Entratter s'était fait des amis dans le monde du show business dans son ancien travail, et a réactivé ces contacts afin d'attirer des artistes dans la Copa Room du Sands Hotel. Il proposait également des primes aux artistes pour qu'ils viennent y jouer. Les têtes d'affiche recevaient des primes ou une part de l'hôtel et du casino. Jack Entratter avait personnellement sélectionné les Copa Girls qui étaient vêtues de 12 000 $ de costumes lors de la soirée d'inauguration, soit bien plus que le salaire de Danny Thomas pour ses deux semaines de performances.
Dans les premières années, Jake Freedman et son épouse Carolyn faisaient partie des animations, portant « des tenues blanches en cuir assorties, avec des bottes et des chapeaux de cow-boy identiques »,.

### Frank Sinatra et période de ségrégation

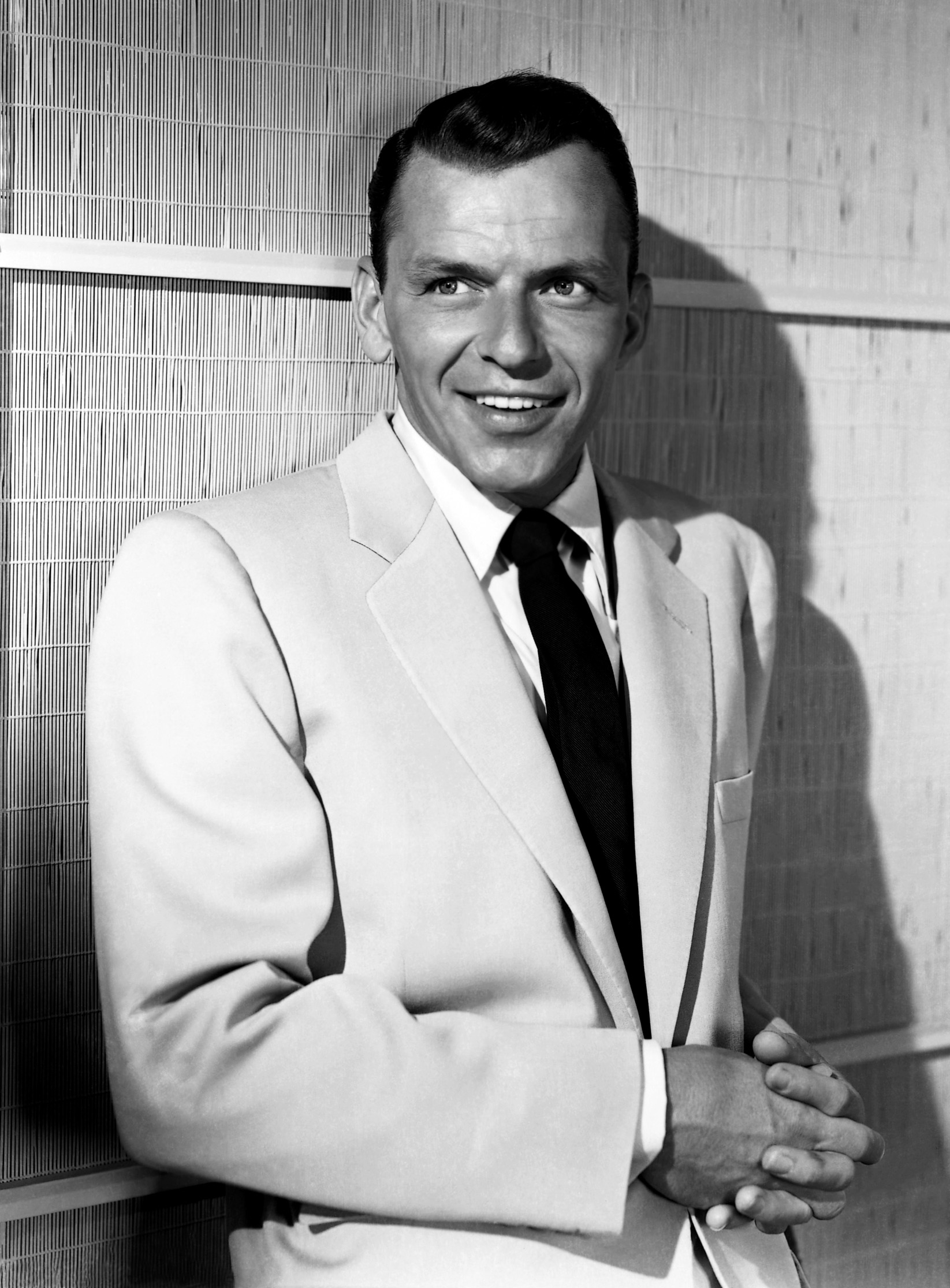
Frank Sinatra en 1953.

Meyer Lansky et Frank Costello ont acheté le Sands afin d'y attirer Frank Sinatra. L'acteur reste à l'hôtel et joue dans son casino lorsqu'il ne travaille pas à Hollywood, bien qu'il ne soit pas décrit comme un joueur compulsif. Sinatra « conservait ses gains et ignorait ses pertes d'argent », ce qui ne posait toutefois pas de problèmes aux mafieux qui tenaient l'hôtel puis qu'il avait un effet positif sur la notoriété de l'établissement. Il réalise sa première performance à l'hôtel le 4 octobre 1953 sur invitation de Jack Entratter,. Sinatra jouait habituellement trois fois par an au Sands, parfois pendant deux semaines consécutives, ce qui permettait de « ramener les gros joueurs, beaucoup d'argent du pétrole du Texas ». Ces mêmes gros joueurs quittaient Vegas en même temps que Sinatra, et les autres artistes étaient anxieux de jouer après lui, intimidés.
À la mort de Jack Freedman le 20 janvier 1958, Jack Entratter devient le nouveau président du Sands Hotel. Sa veuve Sadie habite dans une suite de l'aile de Belmont Park du milieu des années 1960 à sa mort. Frank Sinatra, qui avait tenté d'acheter des parts de l'hôtel peu après sa première visite en 1953 mais dont la demande avait été refusée par la Commission des taxes du Nevada, obtient finalement l'autorisation en raison de son importante influence sur l'économie de Las Vegas. Sa part, évaluée de 2 à 9 % selon les sources, permet de rembourser la totalité des dettes de Jack Freedman,.
En 1955, l'intégration limitée est introduite dans le Las Vegas lourdement ségrégé des années 1950 lorsque le Sands autorise Nat King Cole à résider à l'hôtel et à y jouer. Sinatra constate qu'il ne voit jamais Cole dans le restaurant et qu'il mange toujours tout seul dans son vestiaire. Lorsqu'il demande à son valet George de découvrir pourquoi, il lui rapporte que « les Colorés ne sont pas admis dans le restaurant du Sands ». Sinatra déclare alors que si les noirs ne peuvent pas manger leurs plats dans le restaurant comme tout le monde, il veillerait à ce que tous les serveurs et serveuses soient renvoyés et inviterait Cole à dîner avec lui le lendemain soir. Cole est également autorisé à jouer au casino, ainsi qu'un autre artiste noir, Harry Belafonte, qui prend la décision radicale d'entrer dans le casino de son propre chef et de s'asseoir à une table de blackjack, ce qui n'est pas remis en question par les gérants de l'établissement. Belafonte devient le « premier homme noir à jouer aux cartes sur le Las Vegas Strip »,.

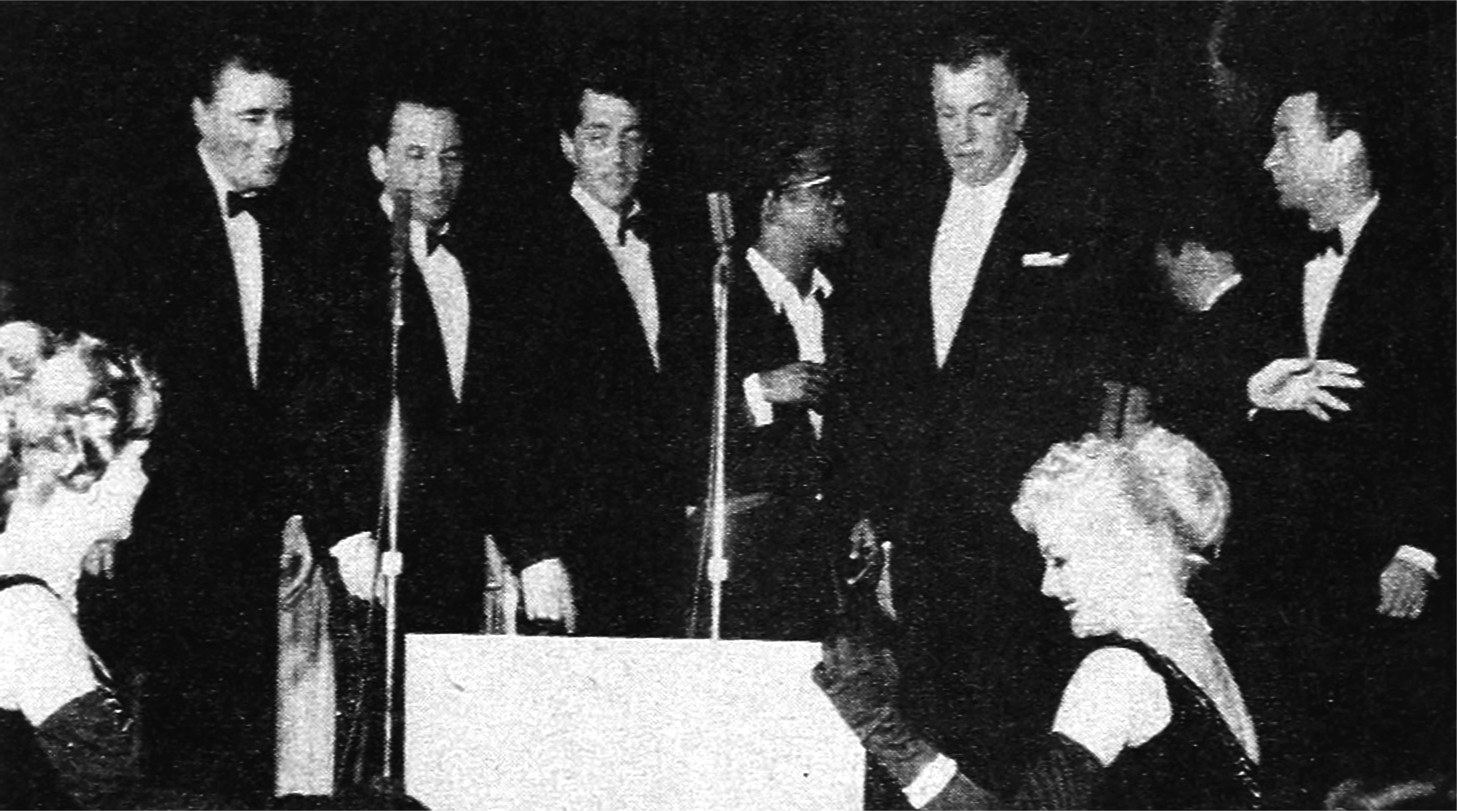
The Rat Pack et Jack Entratter (deuxième homme en partant de la droite) au Sands en 1960.

Sammy Davis Jr. a joué un rôle clé dans le changement de la politique raciale du complexe. Lorsque son Will Mastin Trio (en) fait ses premières représentations au Sands en 1958, Davis informe Entratter que son père et son oncle devaient être autorisés à rester à l'hôtel pendant toute la durée de leur contrat. Entratter accepte cette requête, mais refuse d'accueillir d'autres invités noirs. En 1961, un couple d'afro-américains se présente dans le hall d'entrée de l'hôtel et est bloqué par un agent de sécurité sous les yeux de Sinatra et Davis. Sinatra dit à l'agent qu'ils étaient ses invités et de les laisser entrer dans l'hôtel. Plus tard la même journée, il échange violemment au téléphone avec Carl Cohen (en), un membre de la direction de l'hôtel, au sujet du ridicule de la situation. Le lendemain, Davis demande à Entratter de permettre aux noris de travailler pour le Sands. Peu après, l'hôtel change son règlement et embauche quelques noirs au service en salle et à la plonge. Il autorise également aux noirs d'entrer dans le casino.
À la fin des années 1950, le sénateur John Fitzgerald Kennedy est souvent invité par Frank Sinatra au Sands. La période pendant laquelle l'hôtel est le plus sous le feu des projecteurs est sans doute les trois semaines du tournage du film L'Inconnu de Las Vegas en 1960. À ce moment, les stars du film Frank Sinatra, Dean Martin, Sammy Davis Jr., Joey Bishop et Peter Lawford se sont produits ensemble sur la scène de la Copa Room. Ces représentations sont considérées comme la naissance du Rat Pack.

### Changements de propriétaire et fermeture

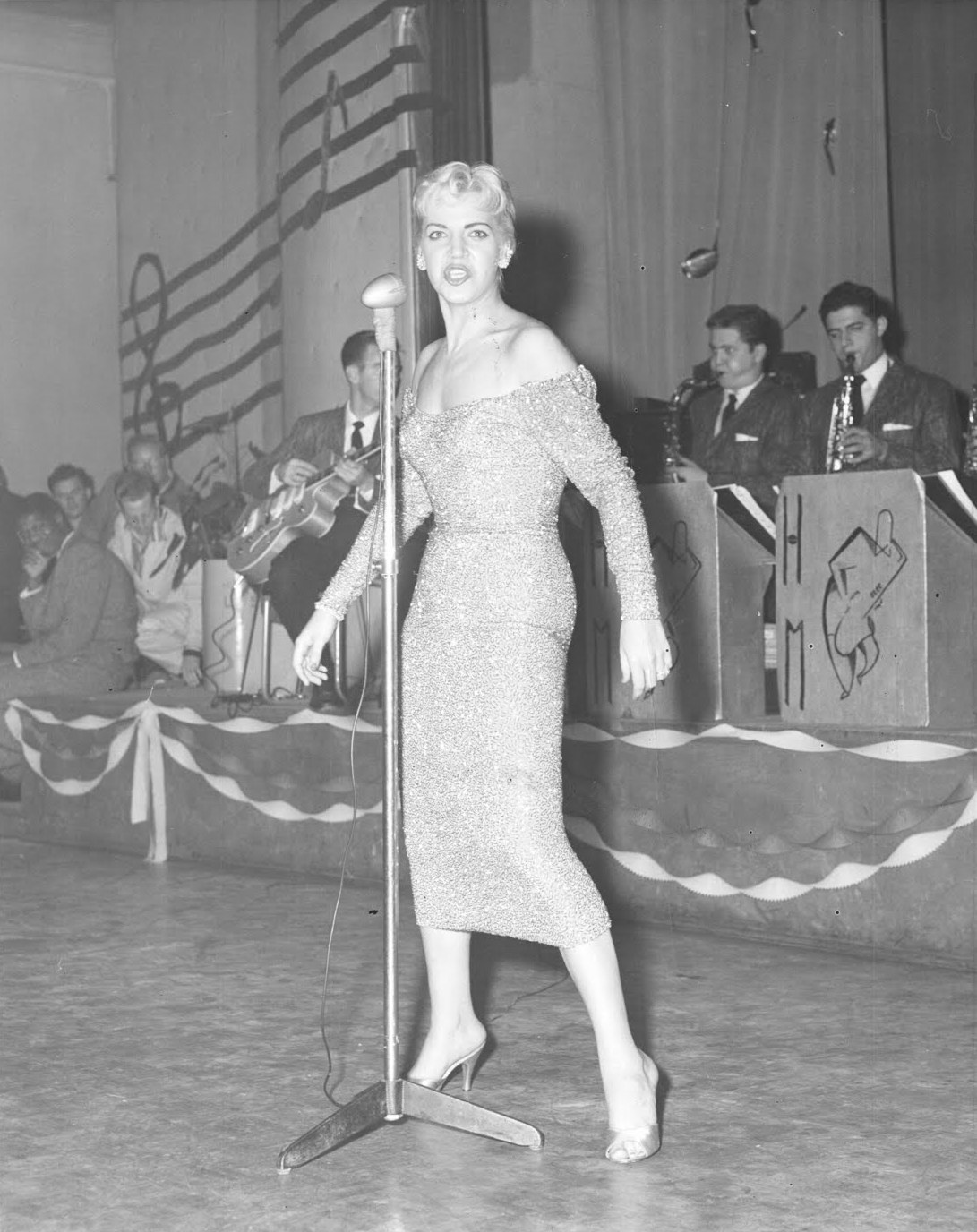
au Sands en janvier 1956.

Lorsque Howard Hughes rachète l'hôtel au milieu des années 1960 pour 14,6 millions de dollars, il charge l'architecte Martin Stern Jr. (en) de concevoir une tour circulaire de 500 chambres, qui ouvre ses portes en 1967. La tour est construite par R. C. Johnson and Associates General Contractors. L'hôtel devient rapidement l'un des plus connus de la ville. Hughes était particulièrement agacé à chaque fois que le Rat Pack jouait à l'hôtel, puisqu'il détestait Frank Sinatra en raison de son mariage avec Ava Gardner dans les années 1950, femme de qui il était amoureux. Sinatra ne portait pas Hughes dans son cœur non plus. Hughes souhaitait trouver un moyen de se débarrasser de Sinatra une bonne fois pour toutes, et demande à Robert Maheu (en) de lui proposer un plan pour ce faire dès l'ouverture de la tour en 1967. L'hôtel commence alors à imposer des restrictions à Sinatra en ce qui concerne le casino, lui autorisant à jouer maximum 3 000 $ par nuit. Auparavant, Sinatra n'avait aucun plafond d'établi. Sa dette de jeu est annulée à la fin du contrat de Sinatra avec l'hôtel, puisqu'il avait un impact très positif sur les affaires de l'établissement — apportant bien plus d'argent à l'hôtel à travers ses admirateurs que la somme de ses dettes de jeu. Hughes souhaitait mettre un terme à ce système, chargeant Jack Entratter d'informer Sinatra des nouvelles règles ; Entratter n'en a jamais parlé à Sinatra de peur d'empirer la situation,,.
Furieux, Sinatra entame ce que le Los Angeles Times qualifie de « tirade d'un week-end » contre « la gestion, les employés et les forces de sécurité de l'hôtel »,. Un rapport du FBI dit que l'incident a débuté lorsque Mia Farrow a perdu 20 000 $ au casino du Sands. Sinatra a alors acheté 50 000 $ de jetons afin de tenter de lui rembourser son investissement. Il perd à son tour cette somme en peu de temps. Sinatra demande alors un crédit au casino, ce qui lui est refusé. La situation atteint son paroxysme lorsque Sinatra aurait conduit un cart de golf dans la fenêtre d'un café où le manager du casino Carl Cohen était assis avant de « crier des obscénités et des remarques antisémites » en sa direction,,. D'après certains témoignages, Sinatra aurait frappé Cohen, un homme massif et musclé, qui aurait répondu en giflant Sinatra à la bouche, faisant saigner son nez et lui cassant deux dents,. En conséquence, Sinatra n'a jamais remis les pieds au Sands sous la direction de Hughes, commençant à travailler pour le Caesars Palace. Plusieurs employés de l'hôtel ne regrettaient pas son départ. Certains d'entre eux avaient été humiliés ou intimidés par lui au fil des années, dont un plongeur qu'il avait fait trébucher alors qu'il transportait un plateau rempli d'assiettes,,. Après le départ de Sinatra, les mafieux revendent leurs parts du Sands et quittent progressivement Vegas dans les années 1970. À la même période, l'établissement est essentiellement connu pour proposer des spectacles de Wayne Newton et de Liberace. Environ 30 % des artistes du Sands étaient des Italiens américains. Frank Gagliardi (en) devient le batteur de l'orchestre de l'hôtel en 1964, poste qu'il conserve pendant douze ans.
En 1968, Howard Hughes déclare son intention de faire du Sands un complexe hôtelier de 4 000 chambres, sans que cette idée se matérialise. En 1980, l'entreprise de Hughes, Summa Corporation, vend le Sands à la Pratt Corporation. Jack, Edward et Willian Pratt annoncent leur intention d'investir 40 millions de dollars dans la rénovation du Sands Hotel et l'amélioration des chambres, du casino et des espaces partagés. Cet investissement massif ne leur permet pas de faire suffisamment de bénéfices, et l'hôtel est remis en vente. MGM Grand, Inc. rachète l'hôtel ainsi que le Desert Inn (en) voisin en 1988 pour un montant total de 167 millions de dollars. Le Sands devient alors le MGM Sands. L'année suivante, MGM le revend pour 110 millions de dollars à Las Vegas Sands, une entreprise nouvelle formée par les propriétaires de l'Interface Group, dont Sheldon Adelson, Richard Katzeff, Ted Cutler, Irwin Chafetz et Jordan Shapiro,. La même année, la licence de casino est renouvelée par la Commission du jeu du Nevada et Adelson devient un magnat des casinos. Au début des années 1990, Adelson construit le Sands Expo, un centre de convention de 93 000 m2.

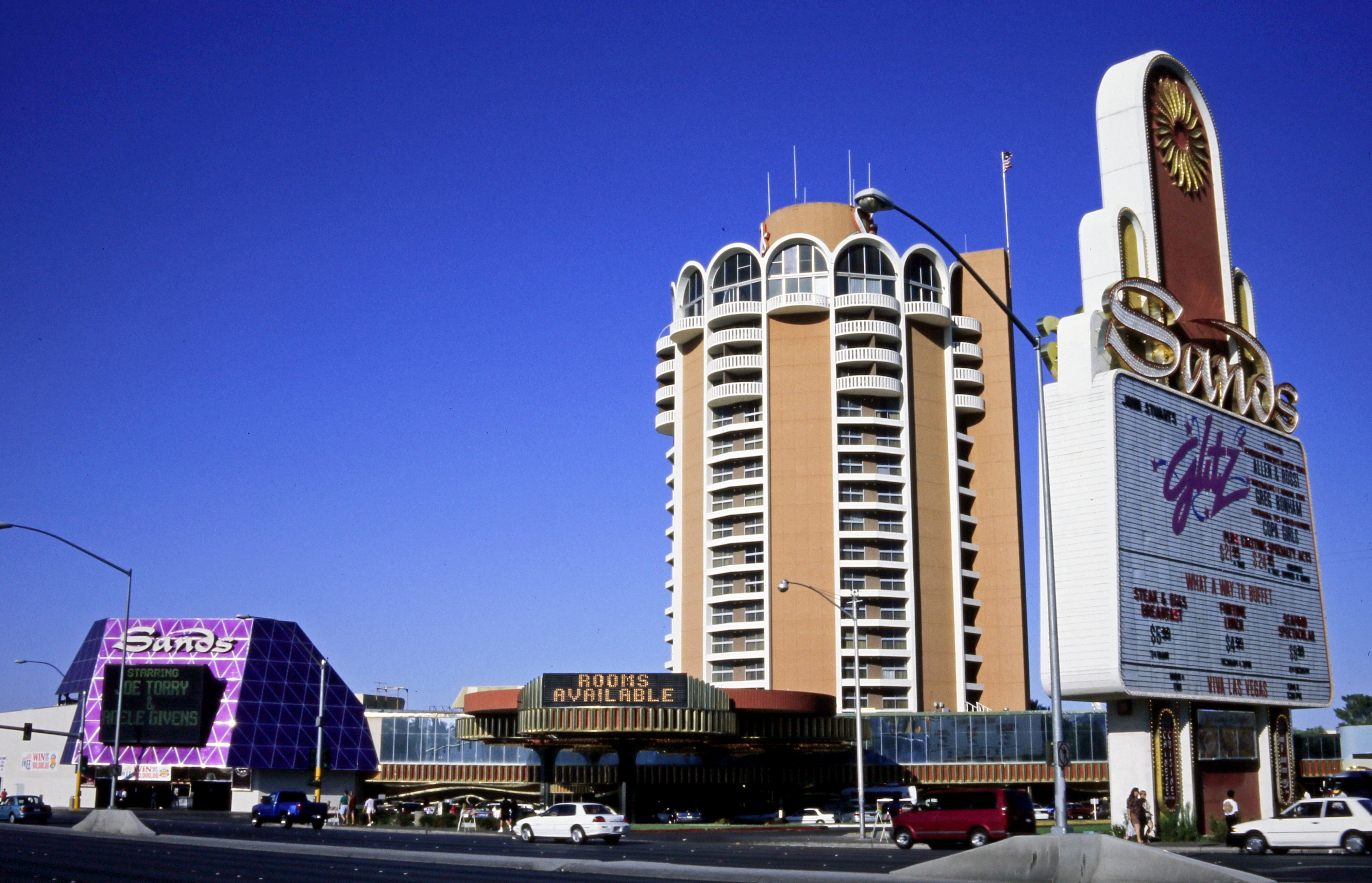
Le Sands en 1995.

Dans les dernières années, le Sands n'est plus que l'ombre de son passé glorieux — un retour dans le temps — et est incapable de rivaliser avec les nouveaux immenses complexes hôteliers construits sur le Strip. L'hôtel est contraint de faire sa publicité sur son aspect rétro et son histoire avec Sinatra. Finalement, la décision est prise par le dernier propriétaire, Sheldon Adelson, de fermer l'établissement et de construire un nouveau complexe à la place. Le dernier dé est jeté au casino par Bob Stupak (en) peu après 18 heures le 30 juin 1996. À 2 h 06 le 26 novembre 1996, il est dynamité et démoli devant d'anciens employés et clients habituels venus assister à l'évènement. Une vidéo de la démolition apparait dans les crédits de fin du film Lady Chance. Le crash de l'avion dans le film Les Ailes de l'enfer de 1997 prend place à l'emplacement du hall du Sands.
Le 3 mai 1999, le Venetian, un nouveau méga-complexe hôtelier à 1,5 milliard de dollars, est inauguré à l'emplacement du Sands. Ce complexe de 35 étages dispose de 3 036 chambres et s'étend sur 160 hectares,.

## Architecture

### Wayne McAllister (1952-1964)

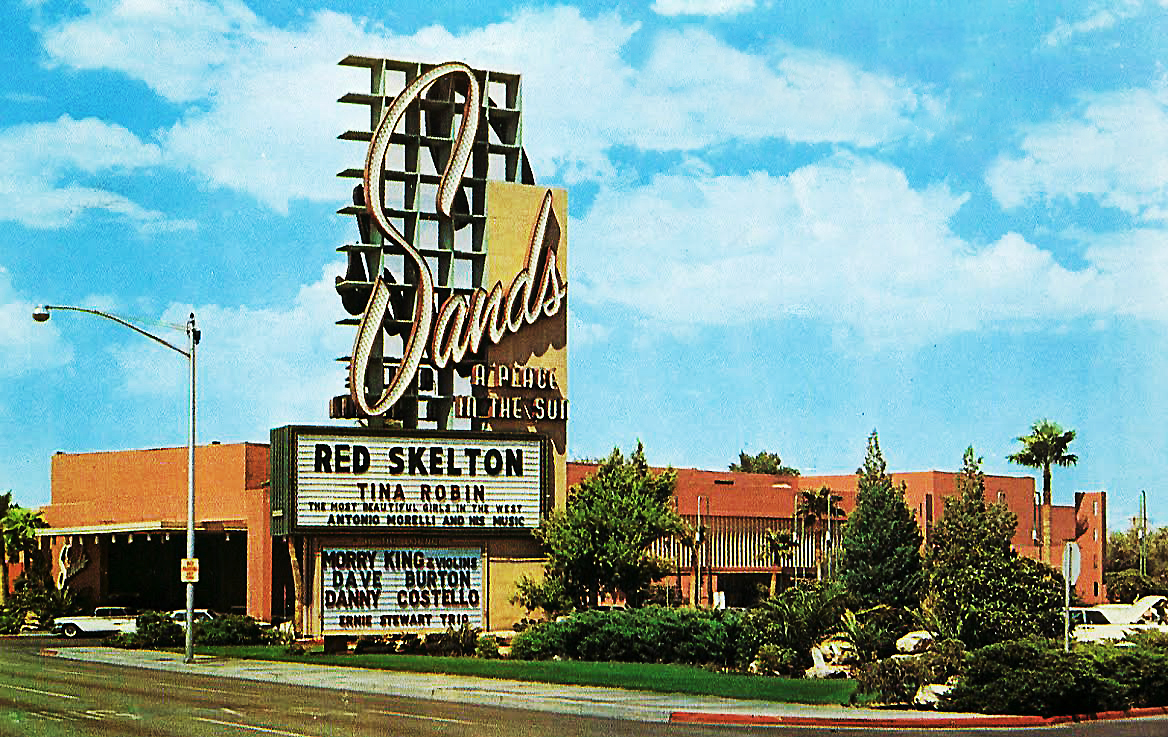
Le Sands au début des années 1960.

Wayne McAllister conçoit le Sands Hotel original avec un budget de 5,5 millions de dollars dans un style exotique, avec les murs couleur terracotta. L'entrée se caractérise par la présence d'une imposante porte cochère entouré d'un mur en zigzag orné de jardinières carrelées. L'hôtel se distingue également des autres grâce à son enseigne de 17 mètres de hauteur, rendue célèbre par les photos du Rat Pack qui ont été prises à son pied. Le nom « Sands » est écrit en italique et le « S » est haut de 11 mètres. Le nom se trouve en partie sur une grille en forme de boîte à œufs et en partie sur un pilier. La nuit, l'enseigne s'illumine grâce à des néons rouges. Il s'agit de la plus haute enseigne du boulevard pendant plusieurs années. Sous « Sands » se trouve le slogan « A Place in the Sun » écrit en lettres capitales plus petites. En dessous se trouvent les noms des artistes jouant au Sands. La plupart des photographies de l'enseigne affichent Frank Sinatra, Dean Martin, Jerry Lewis, Sammy Davis Jr. et Red Skelton. L'auteur Alan Hess écrit que « Le modernisme épuré du Sands a dépassé celui du Flamingo pour établir un standard de sophistication plus élevé pour Las Vegas. Pour la première fois, l'enseigne fait partie intégrante de la conception architecturale »,.
La porte cochère de l'hôtel était composée de trois grands piliers qui s'avançaient devant le bâtiment vitré. Le hall d'entrée vitré était haut de deux étages et bordé d'un mur de marbre italien. Sur le plafond du hall d'entrée se trouvaient des lampes en cuivre suspendues aux poutres,. Plutôt que d'être poli, le marbre était rugueux et veiné. Du liège teinté était utilisé dans tout le bâtiment. A. J. Leibling du New Yorker décrivait ainsi l'hôtel en 1953 : « Le bâtiment principal du Sands est un grand hall rectangulaire, avec la réception dans un coin, des machines à sous le long d'un long mur et un bar et un salon de cocktails, avec un trio latin, le long du mur opposé. Au milieu se trouve un ensemble de tables de roulette et de jeu »,. Le casino, de taille modeste, était accessible par trois séries d'escaliers en granito et était éclairé par des lustres suspendus. Le bar était décoré de bas-reliefs sur le thème du western, avec des cow-boys, des chariots et des arbres de Josué, conçus par Allan Stewart du Claremont College. Le restaurant Garden Room donnait sur la piscine et les jardins de l'hôtel.

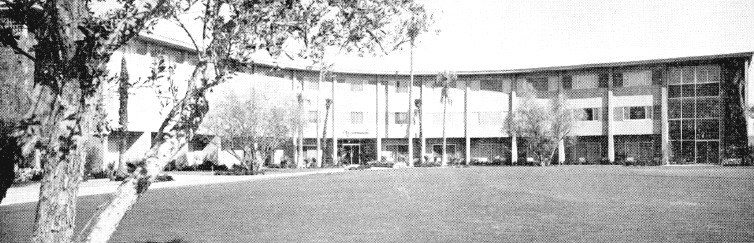
L'Aqueduc en 1963.

Les chambres des artistes étaient situées dans des bâtiments indépendants de deux étages. Au total, il y avait six blocs de 40 chambres, dont chacune mesurait 168 pieds (51,21 m) sur 59,6 pieds (18,17 m). Ces blocs sont nommés d'après les pistes de course de chevaux : Arlington, Belmont, Santa Anita, Rockingham, Bay Meadows et Hialeah. Un autre bloc à deux étages était nommé Churchill Downs. Les blocs étaient disposés en Y. Les chambres sont conçues et meublées par les Barker Brothers de Los Angeles. Plus tard dans les années 1950, d'autres blocs de chambres ont été construits et nommés Hollywood Park et Garden State. Les suites étaient luxueuses. Des tapis bleus moelleux et des chaises couleur ivoire avec des plafonds blancs étaient présents dans toutes les chambres lors de l'inauguration. En 1963, un nouveau bâtiment nommé l'Aqueduc est construit. L'Aqueduc était en forme de croissant et comptait trois étages. Le bâtiment faisait 84 mètres de long pour 170 mètres de large. Il est dessiné par Julius Gabrielle et son mobilier est fourni par la société Albert Parvin de Los Angeles.

### Martin Stern Jr. (1964-1996)

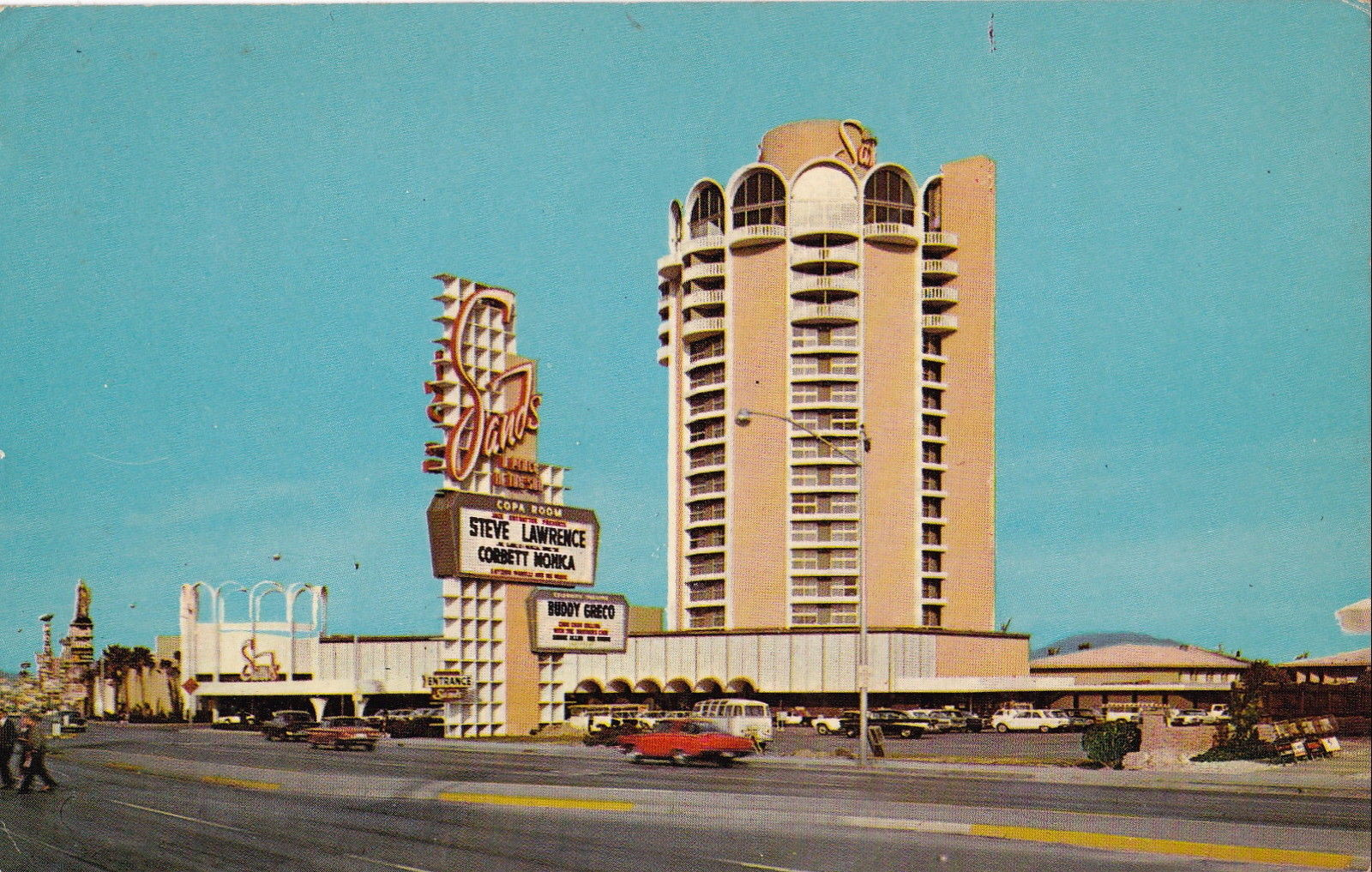
Le Sands, c. 1967.

En 1963, Martin Stern Jr. est chargé de dessiner une nouvelle version de l'hôtel. Les plans de Stern prévoyaient une reconstruction quasi-totale du bâtiment principal et l'effacement des principales caractéristiques de l'hôtel dessiné par McAllister. Pour agrandir le bâtiment principal, les blocs Arlington et Belmont sont déplacés vers le sud du site. Les plans de Stern sont terminés à l'automne 1964. La reconstruction comprenait l'ajout d'un centre de convention, une rotonde à l'entrée, de nouveaux restaurants et une tour de 17 étages. Le dessin de Stern incluait un motif d'arches pour la tour et la façade de l'hôtel. La construction de la tour débute à la fin de l'année 1965 et aboutit en 1967. Le tout existe jusqu'en novembre 1996, lorsque le complexe est démoli.
Le hammam de l'hôtel était un espace de relaxation et de convivialité. Les visiteurs pouvaient en profiter pour échanger avec des artistes tels que le Rat Pack, Jerry Lewis, Steve Lawrence et Don Rickles. Une fois, des problèmes liés à la télévision dans la salle de massage, qui était floue et hors de vue, ont poussé Sinatra à crier « recule, recule », puis la télévision a été jetée dans la piscine. Jack Entratter préférait ignorer de tels évènements, sachant que s'il faisait une remarque à Sinatra, il risquerait de ne plus vouloir rester à l'hôtel.

### Copa Room
La Copa Room était la salle de spectacles du Sands, nommée d'après la célèbre boîte de nuit Copacabana de New York. Elle disposait de 385 places assises, et conçue avec comme inspiration principale le carnaval brésilien. Certains des chanteurs les plus célèbres dont Frank Sinatra, Dean Martin et Sammy Davis Jr. devaient signer des contrats pour s'assurer qu'ils fassent des spectacles pendant plusieurs semaines dans l'année. Les artistes étaient extrêmement bien payés pour l'époque. Il était habituel qu'ils soient payés 25 000 $ par semaine,,, jouant deux représentations par nuit, six jours par semaine et un dimanche sur deux ou trois.

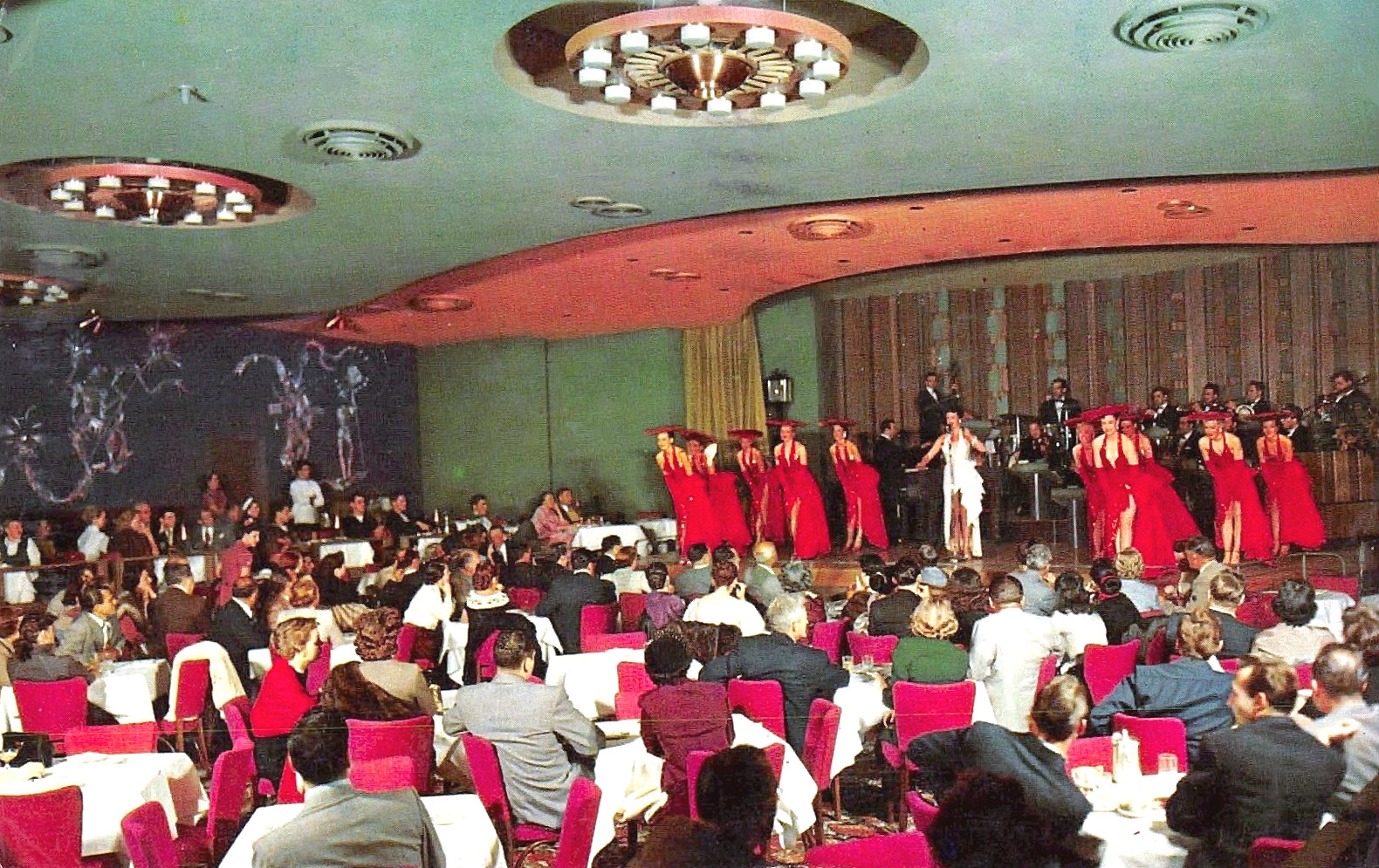
La Copa Room en 1966.

Les plus grands noms de l'industrie du divertissement ont foulé la scène de la Copa Room. Parmi eux, Judy Garland, Lena Horne (l'une des premières artistes noires de l'hôtel, annoncée comme la « Poupée de Satin »), Jimmy Durante, Dean Martin, Pat Cooper (en), Shirley MacLaine, Marlene Dietrich, Tallulah Bankhead, Shecky Greene, Martin and Lewis, Danny Thomas, Bobby Darin, Ethel Merman, Rich Little, Louis Armstrong, Jerry Lee Lewis, la chanteuse française Édith Piaf, Nat King Cole, Robert Merrill, Wayne Newton, Red Skelton et les Copa Girls. Des célébrités d'Hollywood telles que Humphrey Bogart, Lauren Bacall, Elizabeth Taylor, Yul Brynner, Kirk Douglas, Lucille Ball et Rosalind Russell ont été photographiées dans le public de la salle.
Plusieurs albums ont été enregistrés dans la Copa Room. Parmi eux figurent Live At The Sands – An Evening of Music, Laughter and Hard Liquor de Dean Martin, Sinatra at the Sands de Frank Sinatra et The Sounds of '66 et That's All! de Sammy Davis Jr. The Rat Pack: Live at the Sands, un CD sorti en 2001, comprend des performances live de Martin, Sinatra et Davis à l'hôtel enregistrées en septembre 1963. Live at the Sands est un album mettant en avant Mary Wilson, ancienne membre des Supremes. La chanson de Morrissey At Amber (1990) se déroule au Sands Hotel et raconte son atmosphère alors vieillissante et quelque peu miteuse. Une grande partie du succès musical de la Copa Room est attribuée au chef d'orchestre de la salle, Antonio Morelli (en). Morelli n'a pas seulement été le chef d'orchestre de la Copa Room pendant l'âge d'or du Rat Pack dans les années 1950 et 1960, mais il a également joué ce rôle sur des centaines d'albums live enregistrés par ces mêmes artistes.

### Silver Queen Lounge
Le Silver Queen Lounge était une autre salle de spectacles du Sands proposant des spectacles nocturnes commençant à 17 heures et se poursuivant jusqu'à 6 heures du matin. Elle était particulièrement populaire auprès des admirateurs du rock 'n' roll émergent. Le Sands est l'endroit où Freddie Bell & The Bellboys ont repris la chanson Hound Dog en 1952, reprise en 1954 par Elvis Presley. Après avoir assisté à cette performance au Sands, Presley a décidé d'enregistrer la chanson lui-même, et est devenue l'une de ses chansons les plus connues.